# Acqualoreto
Acqualoreto è una frazione di 86 abitanti del comune di Baschi (TR).

## Storia
Il nome del paese potrebbe discendere dal fatto che nei dintorni si trovava, in passato, abbondanza di acque sorgive e di foreste di alloro. Nel 1059, comunque, viene citato con il nome di Acqua Larelle in un documento degli Annali Camaldolesi Il paese, originariamente, dovrebbe essere stato fondato nel X secolo, ma alcuni resti, tra cui un'urna in stile ellenistico conservata al museo di Baschi, fanno retrocedere di parecchi secoli i primi insediamenti.
Durante il Medioevo era compreso nel territorio della Pieve di Sant'Angelo di Izzalini e nella Massa della vicina Civitella.
Dal 1219 era un feudo dei folignati Trinci, a cui il possesso venne confermato dal diploma imperiale del 1240 di Federico II.
Essi vennero poi spodestati dagli Atti e dai Chiaravalle.
Acqualoreto era uno dei castelli che costituivano la difesa di Todi da Orvieto, i cui territori si estendevano a dirimpetto, sull'altra sponda del fiume Tevere.
Un sindaco, affiancato dai massari, amministrava civilmente il paese; nel 1471, Angeluccio di Andrea di Acqualoreto è il fondatore del Monte di pietà di Todi.
Il borgo fu accentratore di alcuni paesi vicini, quali Pigliuto e Fulignano, ma diede anche origine ad un paese differente, Casemasce, nelle vicinanze.
Nel 1789, il sindaco decise di istituire delle corvée per riparare e restaurare le fontane del paese, oramai danneggiate dall'incuria e dal tempo.
Nel 1810, Acqualoreto apparteneva al cantone di Todi, in seguito all'occupazione napoleonica. Sempre restando sotto la diocesi di Todi, passò poi al territorio di Baschi, costituendone il paese più popolato (circa 85 abitanti).

## Economia e manifestazioni
Il territorio ospita diverse aziende agrituristiche, anche se non vi sono più molte attività nel paese.
La prima domenica dopo Pasqua, si svolge una processione, molto partecipata, nei pressi del Santuario della Madonna della Pasquarella. In origine un convento camaldolese, col passare dei secoli decadde, fino al 1873, quando una bolla papale ordinò la riattivazione del culto della Madonna della Pasquarella.

## Monumenti e luoghi d'arte
- Chiesa di Santa Maria Assunta, di antica origine ma di aspetto moderno, custodisce tre dipinti cinque-secenteschi: due di Pietro Paolo Sensini con l'Adorazione dei Magi, del 1580, e con la Madonna col Bambino e i Santi Antonio abate e Francesco di Assisi, datata 1609. Il terzo dipinto raffigura un Crocefisso con i Santi Carlo Borromeo e Antonio abate, è opera di Bartolomeo Barbiani e risale al quarto o quinto decennio del secolo XVII.[2]
- Cappella di S. Valentino;
- Presepe artigianale con statue a grandezza naturale;
- Santuario della Pasquarella o di Santa Maria dello Scoglio (XI secolo).
- Gole del Forello, scavate dal Tevere;